# Vetenskapsåret 1717

## Händelser
- Joseph Pitton de Tourneforts botaniska verk Relation d'un voyage du Levant publiceras postumt. Verket handlar om de Tourneforts resa kring östra medelhavet då han samlade in en stor mängd växter.

## Födda
- 22 september - Pehr Wilhelm Wargentin (död 1783), svensk astronom och statistiker.
- 16 november - Jean le Rond d'Alembert (död 1783), fransk matematiker.
- 26 november - Olof af Acrel (död 1806), svensk kirurg.
- 30 november - Anders Hellant (död 1789), svensk astronom.
- Gottlob Siegmund Gruner (död 1778), schweizisk naturforskare.
- Kilian Stobæus den yngre (död 1792), svensk läkare och professor.

## Avlidna
- 13 januari – Maria Sibylla Merian, tysk naturalist, illustratör och entomolog.